# Crypsimetalla flava
Crypsimetalla flava är en fjärilsart som beskrevs av W. Warren 1905. Crypsimetalla flava ingår i släktet Crypsimetalla och familjen mätare. Inga underarter finns listade i Catalogue of Life.